# Prehilbertov prostor
Prehilbertov prostor (tudi prostor skalarnega produkta) je vektorski prostor z dodatno operacijo, ki jo imenujemo skalarni produkt. Ta operacija dvema vektorjema pripiše skalarno vrednost. Starejši izraz za prehilbertov prostor je unitarni prostor.

## Definicija
Označimo obseg skalarjev z {\displaystyle \mathbb {F} }, ki je lahko obseg realnih števil {\displaystyle \mathbb {R} } ali pa obseg kompleksnih števil {\displaystyle \mathbb {C} }.
Prostor notranjih produktov je vektorski prostor nad obsegom {\displaystyle \mathbb {F} } skupaj z notranjim produktom. To je preslikava 
{\displaystyle \langle \cdot ,\cdot \rangle :V\times V\rightarrow \mathbb {F} \,}.
kjer je zadoščeno naslednjim pogojem
- {\displaystyle \langle x,y\rangle ={\overline {\langle y,x\rangle }}\,}
- {\displaystyle \langle ax,y\rangle =a\langle x,y\rangle \,}
- {\displaystyle \langle x+y,z\rangle =\langle x,z\rangle +\langle y,z\rangle .}
- {\displaystyle \langle x,x\rangle \geq 0} kjer enakost velja samo za {\displaystyle x=0\,}.